# Martin Ermacora
Martin Ermacora (11 de abril de 1994) es un deportista austríaco que compite en voleibol, en la modalidad de playa. Ganó una medalla de bronce en el Campeonato Europeo de Vóley Playa de 2019, en el torneo masculino.

## Palmarés internacional
| Campeonato Europeo | Campeonato Europeo | Campeonato Europeo | Campeonato Europeo |
| Año                | Lugar              | Medalla            | Pareja             |
| ------------------ | ------------------ | ------------------ | ------------------ |
| 2019               | Moscú (Rusia)      | Medalla de bronce  | Moritz Pristauz    |